# Simon Chemoiywo
Simon Chemoiywo (* 20. April 1968) ist ein ehemaliger kenianischer Langstreckenläufer.
Bei den Leichtathletik-Afrikameisterschaften 1993 in Durban siegte er im 5000-Meter-Lauf und schlug dabei den jungen Haile Gebrselassie. 1994 wurde er Zweiter bei den Crosslauf-Weltmeisterschaften in Budapest und gewann mit Kenia die Mannschaftswertung. Im folgenden Jahr half er bei den Crosslauf-Weltmeisterschaften in Durham als Achter der Einzelwertung bei der Verteidigung des Mannschaftstitels. Bei den Leichtathletik-Afrikameisterschaften 1996 in Yaoundé gewann er die Silbermedaille über 5000 m.
Chemoiywo war außerdem im Straßenlauf erfolgreich. Er siegte jeweils zweimal bei der Corrida Internacional de São Silvestre in São Paulo (1992, 1993) und beim Vancouver Sun Run (1995, 1999). 1998 wurde er Siebter beim New-York-City-Marathon, 2000 gewann er den Prag-Marathon, und 2001 wurde er Siebter beim Honolulu-Marathon.

## Bestleistungen
- 3000 m: 7:43,15 min, 15. Mai 1995, São Paulo
- 5000 m: 13:07,57 min, 2. August 1994, Monaco
- 10.000 m: 27:25,82 min, 7. April 1995, Knoxville
- Marathon: 2:10:35 h, 21. Mai 2000, Prag